# 當代科幻小說選
《當代科幻小說選 I, II》是由張系國主編的中短篇科幻小說選集，由其本人創辦的知識系統出版公司發行，洪範出版社總經銷，於1985年出版。這部小說選集蒐錄了1985年以前的廿位中文科幻小說作家的短篇作品，每位小說家各選一篇代表作，並在每篇小說後附有評註。這部小說選集主要探討中文科幻小說應該呈現怎樣的風格，首開台灣科幻小說的先例，為此常被論文引用為參考書目。
廿位小說作家分别是倪匡、張曉風、黃海、張系國、後人、章杰、呂應鐘，吳望堯、葉言都、李敬、李昂、張大春、馬景賢、苦苓、哲正、軒轅孫、鄭文豪、誠然谷、袁瓊瓊、黃凡。
第一本的內容和作者如下︰
- 倪匡 - 標本
- 張曉風 - 潘渡娜
- 黃海 - 銀河迷航記
- 張系國 - 銅像城
- 後人 - 南極光
- 章杰 - 屍變
- 呂應鐘 - 時光巡邏員
- 吳望堯 - 迦得與地球人
- 葉言都 - 高卡檔案
- 李敬 - 耶誕卡夜

第二本的內容和作者如下︰
- 李昂 - 三心二意的人
- 張大春 - 大都會的西米
- 馬景賢 - 地球老人
- 苦苓 - 二零零二年
- 哲正 - 浩劫後
- 軒轅孫 - 中途
- 鄭文豪 - 無為有處
- 誠然谷 - 對小博士的詢問錄
- 袁瓊瓊 - 朋友
- 黃凡 - 皮哥的三號酒杯